# Como Calcio 1996-1997
Questa voce raccoglie le informazioni riguardanti il Como Calcio nelle competizioni ufficiali della stagione 1996-1997.

## Stagione
Nella stagione 1996-1997 il Como allenato da Alessandro Scanziani disputa il girone A del campionato di Serie C1, raccoglie 43 punti che gli valgono l'undicesimo posto in classifica. Dopo una partenza altalenante, nell'ultimo incontro del 1996 i lariani incappano in una pesante sconfitta interna (1-4) con il Carpi, viene esonerato Alessandro Scanziani sostituito da Giampiero Marini sulla panca lariana dai primi giorni del 1997, nell'ultima giornata del girone di andata. Con il nuovo tecnico il Como chiude il campionato a metà classifica. Ad inizio stagione nell'agosto 1996, nella Coppa Italia il Como esce subito dalla competizione per mano della Cremonese, che si impone al Sinigaglia (4-5) ai calci di rigore. Invece nella Coppa Italia di Serie C trionfa nella manifestazione, il Como vince per la prima volta il trofeo giunto alla XXIVª edizione. Entra in scena negli ottavi di finale avendo disputato la Coppa Italia nazionale, eliminando il Leffe, poi la Viterbese nei quarti, la Fidelis Andria in semifinale e la Nocerina nella doppia finale.

## Rosa
| N. |                   | Ruolo | Calciatore                |
| -- | ----------------- | ----- | ------------------------- |
|    | Italia (bandiera) | P     | Claudio Bozzini           |
|    | Italia (bandiera) | P     | Michele Nicoletti         |
|    | Italia (bandiera) | D     | Gabriele Federico Baraldi |
|    | Italia (bandiera) | D     | Gian Mario Consonni       |
|    | Italia (bandiera) | D     | Corrado Ferracuti         |
|    | Italia (bandiera) | D     | Paolo Mozzini             |
|    | Italia (bandiera) | D     | Vincenzo Pandullo         |
|    | Italia (bandiera) | D     | Carlo Sassarini           |
|    | Italia (bandiera) | D     | Luca Ungari               |
|    | Italia (bandiera) | C     | Attilio Bonomi            |
|    | Italia (bandiera) | C     | Tarcisio Catanese         |
|    | Italia (bandiera) | C     | Fabrizio Catelli          |
|    | Italia (bandiera) | C     | Mattia Collauto           |
|    | Italia (bandiera) | C     | Stefano De Agostini       |

| N. |                   | Ruolo | Calciatore         |
| -- | ----------------- | ----- | ------------------ |
|    | Italia (bandiera) | C     | Roberto Galia      |
|    | Italia (bandiera) | C     | Ruben Garlini      |
|    | Italia (bandiera) | C     | Luca Lomi          |
|    | Italia (bandiera) | C     | Daniele Papis      |
|    | Italia (bandiera) | C     | Michele Pedroli    |
|    | Italia (bandiera) | C     | Stefano Saresini   |
|    | Italia (bandiera) | C     | Rodolfo Vanoli     |
|    | Italia (bandiera) | C     | Gianluca Zambrotta |
|    | Italia (bandiera) | A     | Cristian Bertani   |
|    | Italia (bandiera) | A     | Luca Cecconi       |
|    | Italia (bandiera) | A     | Alfredo Francani   |
|    | Italia (bandiera) | A     | Cristian Morgandi  |
|    | Italia (bandiera) | A     | Fabio Vignaroli    |

### Calciatori ceduti durante la stagione
| N. |                   | Ruolo | Calciatore                                           |
| -- | ----------------- | ----- | ---------------------------------------------------- |
|    | Italia (bandiera) | C     | Cristian Boscolo (al Lecco da gennaio 1997)          |
|    | Italia (bandiera) | C     | Massimiliano Ferrigno (al Brescello da gennaio 1997) |
|    | Italia (bandiera) | C     | Jimmy Fialdini (alla Pistoiese da dicembre 1996)     |

## Risultati

### Campionato

#### Girone di andata
| Arbitro: | Bertini (Arezzo) |

|                                   |           |                    |
| Sassarini 12’ (aut.) Califano 52’ | Marcatori | 65’ (aut.) Fontana |

| Arbitro: | Cecotti (Udine) |

|              |           |                                    |
| Collauto 73’ | Marcatori | 15’ Centanni 74’ (rig.) Bertolotti |

| Arbitro: | Tullio (Avezzano) |

|               |           |  |
| Zambrotta 33’ | Marcatori |  |

| Arbitro: | Cardella (Torre del Greco) |

|                    |           |                    |
| Legrottaglie 45+3’ | Marcatori | 44’ (rig.) Cecconi |

| Como 29 settembre 1996 5ª giornata | Como               | 0 – 0 | SPAL | Stadio Giuseppe Sinigaglia\| Arbitro: \| Gregoroni (Napoli) \| |
| Arbitro:                           | Gregoroni (Napoli) |       |      |                                                                |

| Arbitro: | Biasutto (Vicenza) |

|                        |           |  |
| Bravo 18’ Marziano 23’ | Marcatori |  |

| Como 20 ottobre 1996 7ª giornata | Como              | 0 – 0 | Novara | Stadio Giuseppe Sinigaglia\| Arbitro: \| Urbano (Carbonia) \| |
| Arbitro:                         | Urbano (Carbonia) |       |        |                                                               |

| Arbitro: | Mandolito (Cosenza) |

|            |           |          |
| Grabbi 77’ | Marcatori | 40’ Lomi |

| Arbitro: | Gabriele (Frosinone) |

|                              |           |                                    |
| M. Tacchi 52’ Ferraresso 63’ | Marcatori | 27’ Consonni 58’ (aut.) Ferraresso |

| Arbitro: | Ferrarini (Parma) |

|             |           |  |
| Baraldi 53’ | Marcatori |  |

| Prato 24 novembre 1996 11ª giornata | Prato            | 0 – 0 | Como | Stadio Lungobisenzio\| Arbitro: \| Rosetti (Torino) \| |
| Arbitro:                            | Rosetti (Torino) |       |      |                                                        |

| Arbitro: | Zaltron (Bassano del Grappa) |

|              |           |             |
| Ferrigno 22’ | Marcatori | 14’ Mignani |

| Arbitro: | Verrucci (Fermo) |

|             |           |             |
| Falsini 43’ | Marcatori | 46’ Baraldi |

| Arbitro: | D'Agostini (Frosinone) |

|                                   |           |             |
| Baraldi 14’, 64’, 69’ Cecconi 77’ | Marcatori | 7’ Milanese |

| Arbitro: | Gregoroni (Napoli) |

|                         |           |  |
| Pradella 15’ Fiorio 35’ | Marcatori |  |

| Arbitro: | Pirrone (Messina) |

|            |           |                                                         |
| Cecconi 3’ | Marcatori | 4’ Caruso 51’ (rig.) Materazzi 71’ Lunardon 81’ Masitto |

| Arbitro: | Cassarà (Palermo) |

|                        |           |            |
| Comandini 11’ Elia 22’ | Marcatori | 71’ Ungari |

#### Girone di ritorno
| Arbitro: | Cardella (Torre del Greco) |

|                      |           |             |
| Cecconi 19’ Lomi 81’ | Marcatori | 78’ Bellini |

| Arbitro: | Alario (Civitavecchia) |

|                |           |              |
| F. Cossato 47’ | Marcatori | 42’ Catanese |

| Carrara 2 febbraio 1997 20ª giornata | Carrarese        | 0 – 0 | Como | Stadio dei Marmi\| Arbitro: \| F. Rossi (Forlì) \| |
| Arbitro:                             | F. Rossi (Forlì) |       |      |                                                    |

| Arbitro: | Mariani (Perugia) |

|                                             |           |                             |
| Zambrotta 32’, 69’ Catanese 60’ Cecconi 74’ | Marcatori | 4’ Campolo 44’ Legrottaglie |

| Arbitro: | Pascariello (Lecce) |

|             |           |                                |
| Giorgio 25’ | Marcatori | 50’, 80’ Cecconi 61’ Zambrotta |

| Como 23 febbraio 1997 23ª giornata | Como                        | 0 – 0 | Saronno | Stadio Giuseppe Sinigaglia\| Arbitro: \| Ingenito (Nocera Inferiore) \| |
| Arbitro:                           | Ingenito (Nocera Inferiore) |       |         |                                                                         |

| Arbitro: | N. Ayroldi (Molfetta) |

|                               |           |  |
| Lanotte 69’ Ungari 73’ (aut.) | Marcatori |  |

| Arbitro: | Ciulli (Roma) |

|             |           |  |
| Cecconi 52’ | Marcatori |  |

| Como 16 marzo 1997 26ª giornata | Como           | 0 – 0 | Fiorenzuola | Stadio Giuseppe Sinigaglia\| Arbitro: \| Gazzi (Torino) \| |
| Arbitro:                        | Gazzi (Torino) |       |             |                                                            |

| Arbitro: | Dondarini (Finale Emilia) |

|                   |           |  |
| Affuso 65’ (rig.) | Marcatori |  |

| Arbitro: | Ferone (Terni) |

|                           |           |  |
| Baraldi 83’ Vignaroli 87’ | Marcatori |  |

| Siena 13 aprile 1997 29ª giornata | Siena                 | 0 – 0 | Como | Stadio Artemio Franchi\| Arbitro: \| Cuttica (Alessandria) \| |
| Arbitro:                          | Cuttica (Alessandria) |       |      |                                                               |

| Arbitro: | Sciamanna (Ascoli Piceno) |

|                    |           |  |
| S. De Agostini 20’ | Marcatori |  |

| Alzano Lombardo 27 aprile 1997 31ª giornata | Alzano Virescit   | 0 – 0 | Como | Stadio Carillo Pesenti Pigna\| Arbitro: \| Mariani (Perugia) \| |
| Arbitro:                                    | Mariani (Perugia) |       |      |                                                                 |

| Como 4 maggio 1997 32ª giornata | Como             | 0 – 0 | Treviso | Stadio Giuseppe Sinigaglia\| Arbitro: \| Rosetti (Torino) \| |
| Arbitro:                        | Rosetti (Torino) |       |         |                                                              |

| Arbitro: | Sputore (Vasto) |

|             |           |  |
| Corradi 66’ | Marcatori |  |

| Arbitro: | Campofiorito (Chiavari) |

|                           |           |                               |
| Ferracuti 16’ Cecconi 76’ | Marcatori | 32’ (rig.) Mazzoleni 62’ Elia |

## Coppa Italia
| Arbitro: | Dagnello (Trieste) |

|                                                 |                      |                                                          |
| A. Bonomi 30’ Lomi 120’                         | Marcatori            | 52’ Verdelli 116’ Maspero                                |
| Consonni Cecconi Lomi Garlini Baraldi Sassarini | Tiri di rigore 4 – 5 | Valorsi Mirabelli Giandebiaggi Manfredi Maspero Pedretti |

## Coppa Italia Serie C
| Como 11 dicembre 1996 Ottavi - Andata | Como            | 0 – 0 | Leffe | Stadio Giuseppe Sinigaglia\| Arbitro: \| Bianco (Mestre) \| |
| Arbitro:                              | Bianco (Mestre) |       |       |                                                             |

| Arbitro: | Saccani (Mantova) |

|  |           |               |
|  | Marcatori | 48’ Vignaroli |

| Arbitro: | Alvino (Salerno) |

|                          |           |  |
| Mongardi 55’ Cecconi 80’ | Marcatori |  |

| Arbitro: | Maselli (Lucca) |

|            |           |             |
| Boccia 19’ | Marcatori | 61’ Cecconi |

| Arbitro: | Linfatici (Viareggio) |

|             |           |                   |
| Baraldi 47’ | Marcatori | 85’ (rig.) Luceri |

| Arbitro: | Sputore (Vasto) |

|                                 |           |                                |
| Garlini 60’ (aut.) 92’ Biagioni | Marcatori | 17’ Cecconi 52’, 61’ Zambrotta |

| Arbitro: | Apricena (Firenze) |

|                           |           |  |
| Battaglia 25’ Puglisi 56’ | Marcatori |  |

| Arbitro: | Strazzera (Trapani) |

|                                                |           |  |
| Zambrotta 38’ Vignaroli 62’, 110’ Cecconi 102’ | Marcatori |  |